# Ziemia
Ziemia (literalmente 'terra' em polonês), é uma unidade de administração histórica da Polônia. Este termo é freqüentemente traduzido por 'terra' no português. Note que no idioma polonês este termo não é escrito em letra maiúscula (sendo assim 'ziemia chełmińska, não Ziemia Chełmińska).
Na pré-história da Polônia, este termo se referia a um território controlado por uma certa tribo. O termo ressurgiu na Polônia medieval (séculos XII e XIII), depois da fragmentação da Polônia. Ziemia se referia a um antigo principado ou ducado, que foi transformado em parte do território do Reino da Polônia e perdeu a sua soberania política, mas manteve suas hierarquia e burocracia oficiais. Por volta do século XIV alguns dos antigos principados, agora 'ziemia's, foram designados para o cargo conhecido como voivoda e tornaram-se as unidades primárias da administração conhecidas por voivodias. Contudo, algumas 'ziemia's não foram transformadas em voivodias. Na maioria dos casos elas ficaram subordinadas a uma voivodia e a um certo voivoda, mas mantiveram alguns privilégios e propriedades de uma voivodia, como elas geralmente tinham a sua própria sejmik (parlamento regional), foram chamadas de 'ziemia' e não de 'voivodia'.
Durante os séculos seguintes as 'ziemia's foram cada vez mais se integrando às voivodias e perderam sua autonomia. Hoje elas não são unidades de administração e na moderna Polônia é apenas um termo genérico geográfico para se referir a determinadas regiões da Polônia.

## Lista de ziemias
- Ziemia chełmińska (Terra de Chełmno)
- Ziemia dobrzyńska (Terra de Dobrzyń)
- Ziemia kłodzka (Terra de Kłodzko)
- Ziemia lęborsko-bytowska (Terra de Lębork-Bytków)
- Ziemia lubuska (Terra de Lubusz)
- Ziemia michałowska (Terra de Michałów)
- Ziemia sanocka (Terra de Sanok)
- Ziemia sieradzka (Terra de Sieradz)
- Ziemia wieluńska (Terra de Wieluń)